# Ea H'đing
Ea H'đing là một xã thuộc huyện Cư M'gar, tỉnh Đắk Lắk, Việt Nam.
Xã Ea H'đing có diện tích 41,67 km², dân số năm 1999 là 7663 người, mật độ dân số đạt 184 người/km².